# Corvus corone
La cornacchia, nota anche coi nomi di cornacchia comune europea o cornacchia nera (Corvus corone Linnaeus, 1758), è un uccello passeriforme appartenente alla famiglia Corvidae.

## Etimologia
Il nome scientifico della specie, corone, deriva dal greco κορώνη (korōnē, inteso come "gracidante" in quanto derivato dal verbo κράζω/krazō, "gracidare", ma genericamente utilizzato per indicare i corvi).

## Descrizione

### Dimensioni
Misura 48-53 cm di lunghezza, per 396-602 g di peso e un'apertura alare di 84–101 cm: le popolazioni asiatiche sono mediamente più grandi rispetto a quelle europee.

### Aspetto

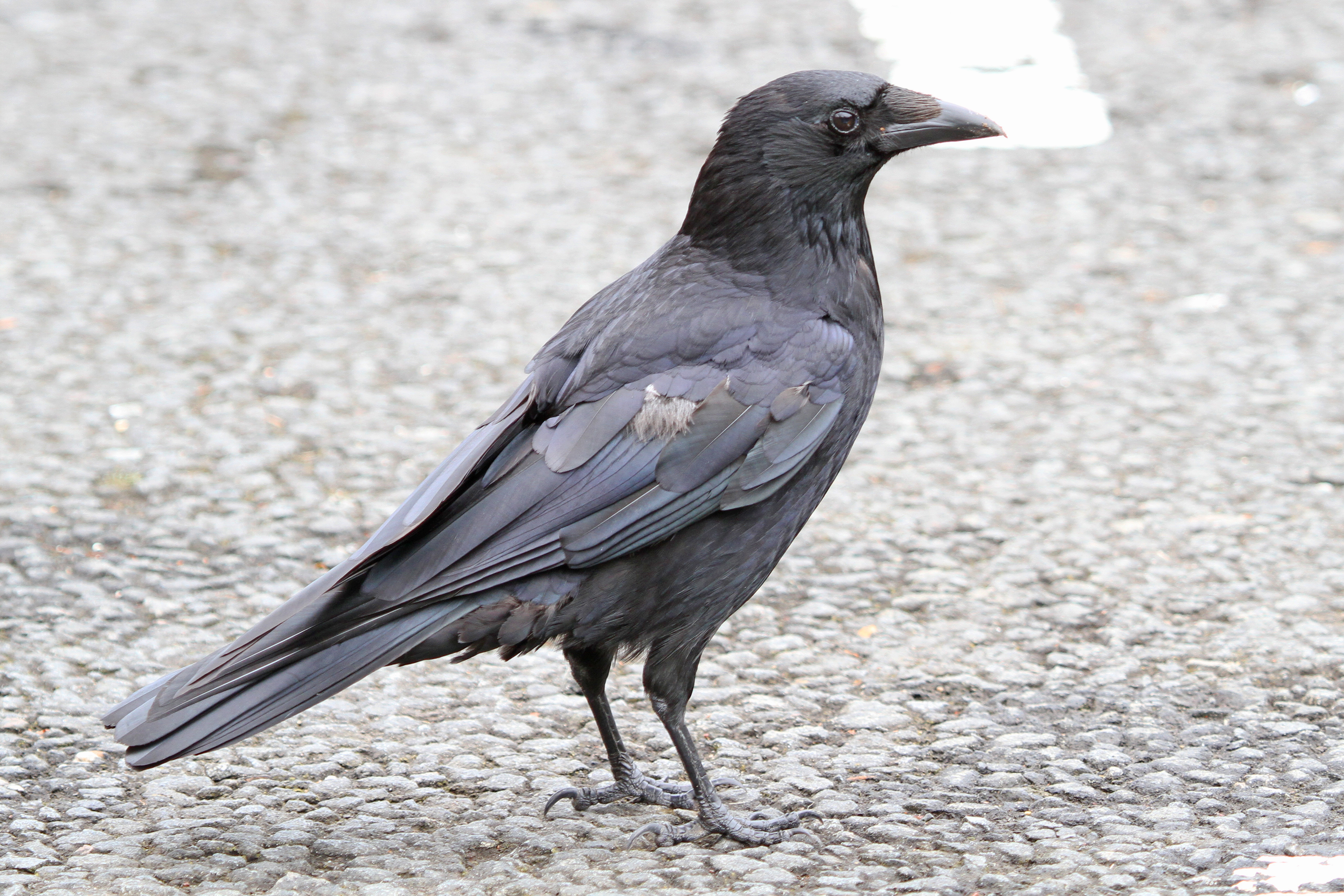
Esemplare in Scozia

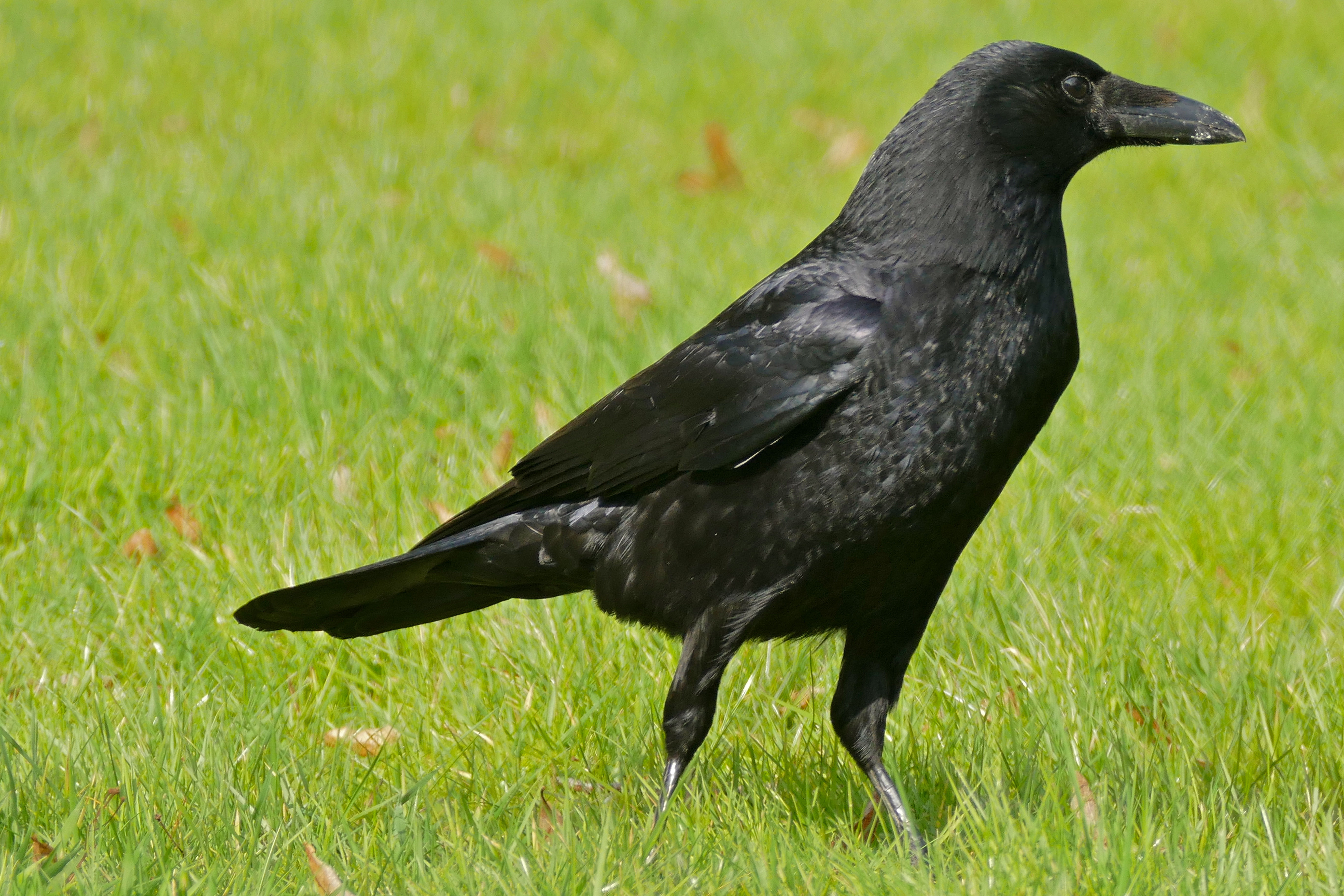
Esemplare a Bagnoles-de-l'Orne

Si tratta di uccelli dall'aspetto robusto e massiccio, muniti di testa dalla forma arrotondata con fronte sfuggente, becco conico, forte e dalla punta lievemente adunca, collo robusto, lunghe ali digitate, zampe forti e coda dalla forma squadrata e di media lunghezza.
Nel complesso, la cornacchia nera ricorda molto (in special modo i giovani, che a parte le dimensioni medie sono virtualmente indistinguibili) l'affine corvo imperiale, rispetto al quale mostra dimensioni medie inferiori, aspetto più slanciato (tale caratteristica risulta tuttavia evidente solo se le due specie vengono messe a confronto diretto e non viste separatamente), coda squadrata anziché cuneiforme e iridescenza del piumaggio verde piuttosto che viola: la cornacchia grigia risulta perfettamente identica nell'aspetto e nelle dimensioni alla cornacchia nera, ma è molto semplice da differenziare da quest'ultima per la diversa colorazione del torso. In volo, inoltre, la cornacchia nera risulta molto simile al corvo nero (che al suolo è facilmente riconoscibile per la faccia nuda), che tuttavia presenta ali più lunghe e becco più massiccio e che quindi appare più corto.
Il piumaggio, come del resto intuibile dal nome comune, si presenta totalmente di colore nero, lucente e dalla consistenza sericea: sul corpo sono presenti sfumature metalliche di colore verdastro, ben evidenti quando l'animale è nella luce diretta.
Il becco e le zampe sono di colore nero: gli occhi, invece, sono di colore bruno scuro.

## Biologia

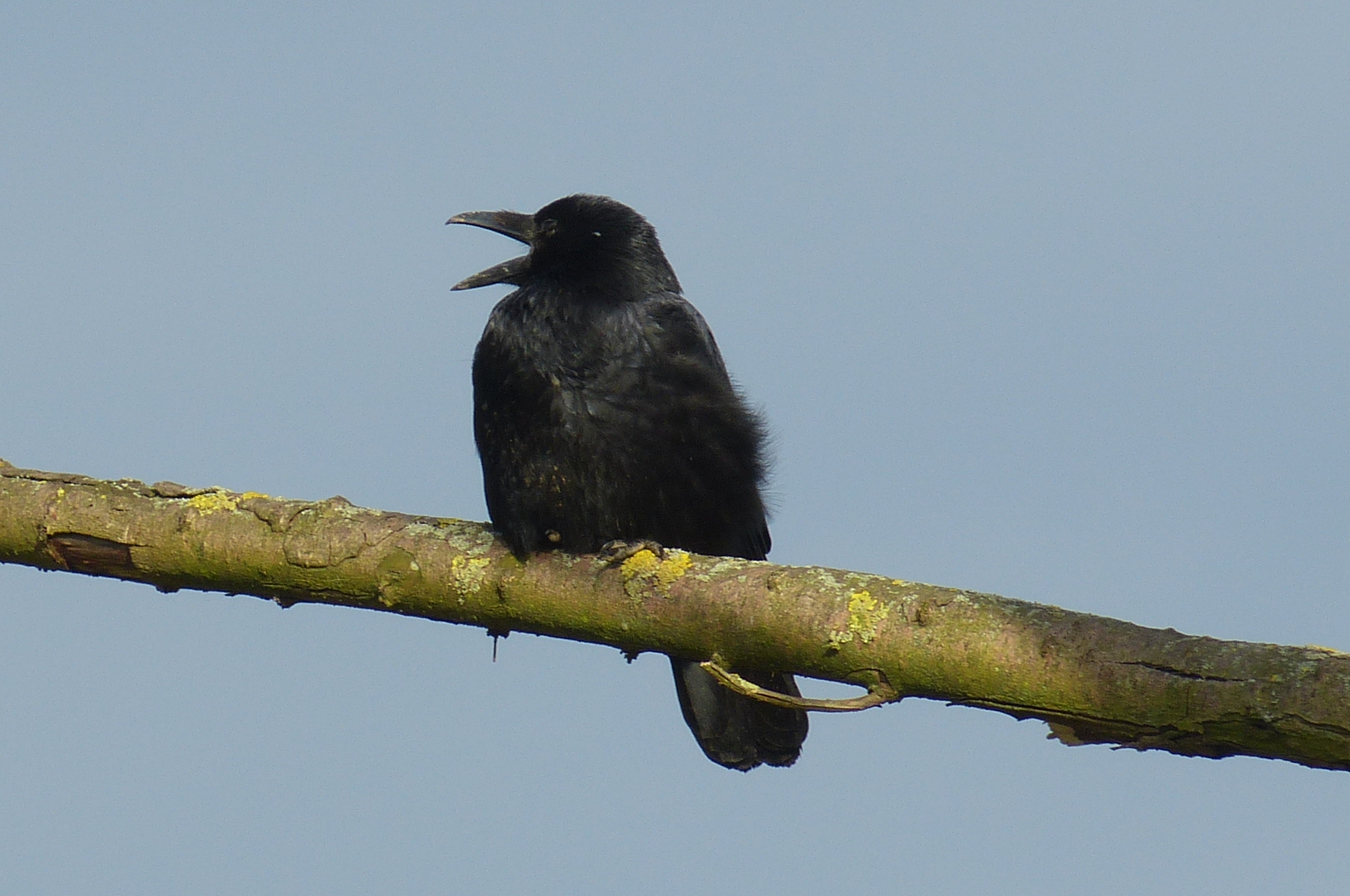
Esemplare vocalizza in Germania

La cornacchia è un uccello diurno, che vive in stormi anche numerosi, talvolta in associazione coi tendenzialmente più solitari corvi neri: durante il giorno, questi uccelli passano la maggior parte del tempo al suolo o fra i rami dei cespugli alla ricerca di cibo, facendo poi ritorno nel tardo pomeriggio verso alberi-posatoio dove poter passare del tempo a socializzare e soprattutto passare la notte al riparo da intemperie ed eventuali predatori.
Il richiamo della cornacchia nera consiste in un forte e roco craaak, più acuto rispetto a quello del corvo imperiale e più grave e vibrante rispetto a quello del corvo nero, ripetuto generalmente tre volte e con intensità più o meno crescente a seconda dell'eccitazione dell'animale: durante le vocalizzazioni, spesso l'animale tende la testa in avanti e arruffa le sottili penne della gola, simili a una barba. Alcuni esemplari, specie se in cattività, riescono a riprodurre alcuni suoni simili a quelli umani e a ripetere alcune parole.

### Alimentazione

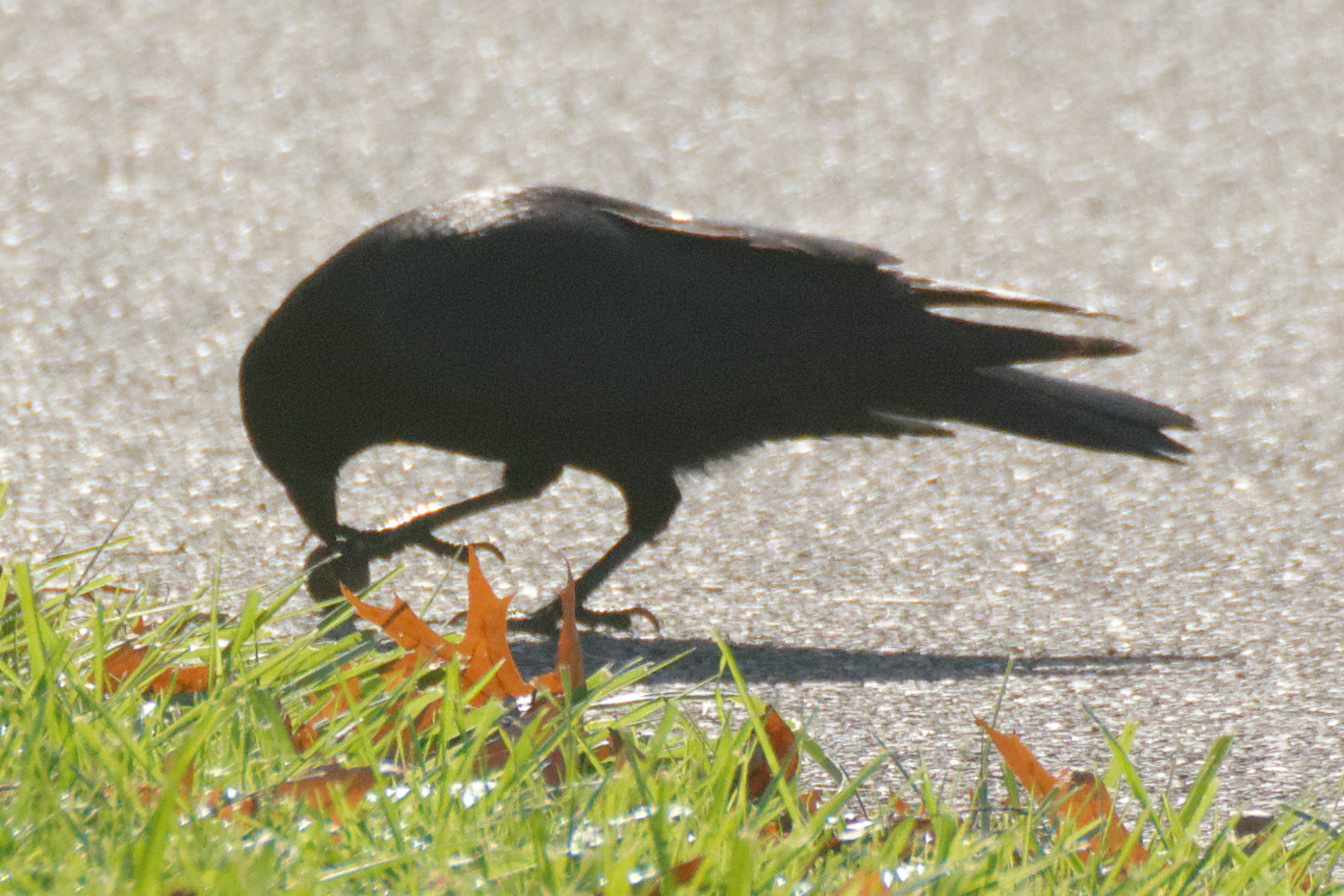
Esemplare si ciba al suolo a Essert

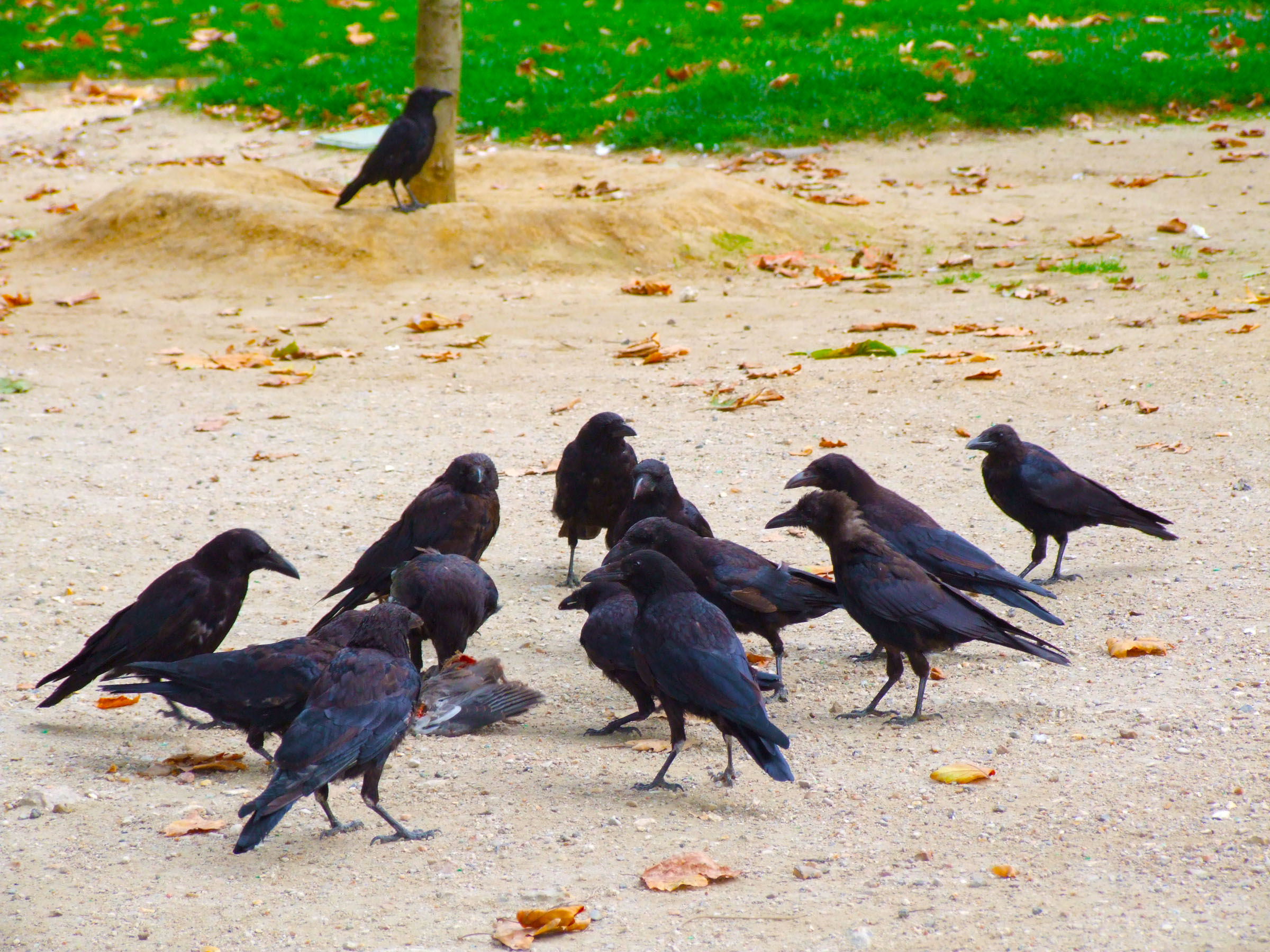
Gruppo di corvi si ciba di un piccione a Les Halles

Come la maggior parte dei corvidi, la cornacchia nera è virtualmente un onnivoro opportunista, con tendenza alla saprofagia: questi uccelli, infatti, in natura si nutrono principalmente di insetti e altri invertebrati, larve, carcasse (dalle quali piluccano sia pezzetti di carne sia insetti e larve saprofagi), uova e piccoli vertebrati (anfibi, rettili, nidiacei di piccoli uccelli e adulti di specie un po' più grandi, arrivando a predare merli e anatroccoli, e piccoli mammiferi), nonché, sebbene sporadicamente, semi e granaglie, bacche e frutta matura.
Le cornacchie possono collaborare fra loro per aggredire grossi rapaci o piccoli canidi e sottrarre loro le prede.
Con l'antropizzazione sempre maggiore dell'areale, le cornacchie, animali molto intelligenti, si sono rapidamente adattate a trarre profitto dalla situazione, radunandosi presso gli insediamenti e beneficiando dell'aumentata disponibilità di cibo sotto forma di scarti e rifiuti.

### Riproduzione

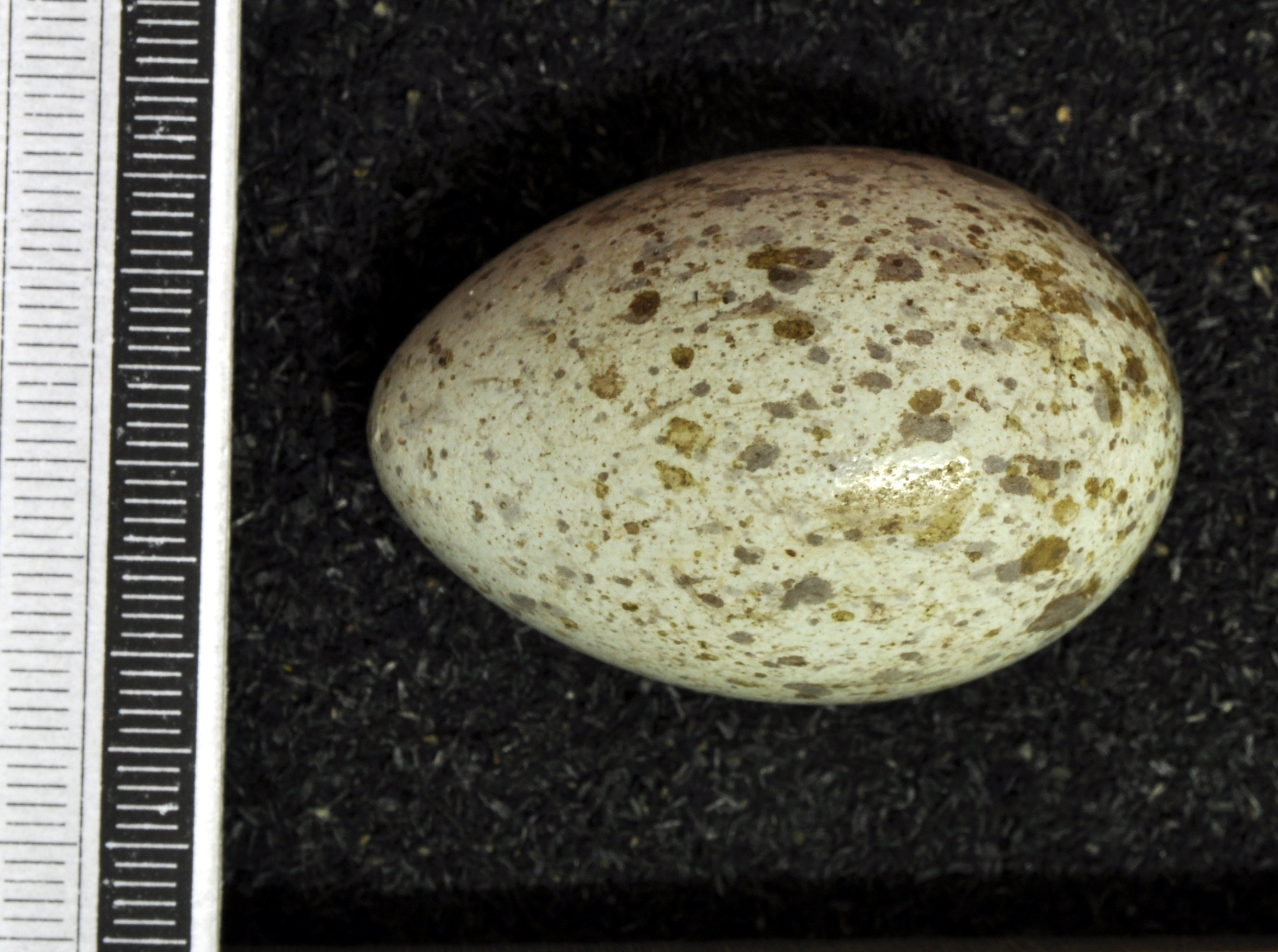
Uovo

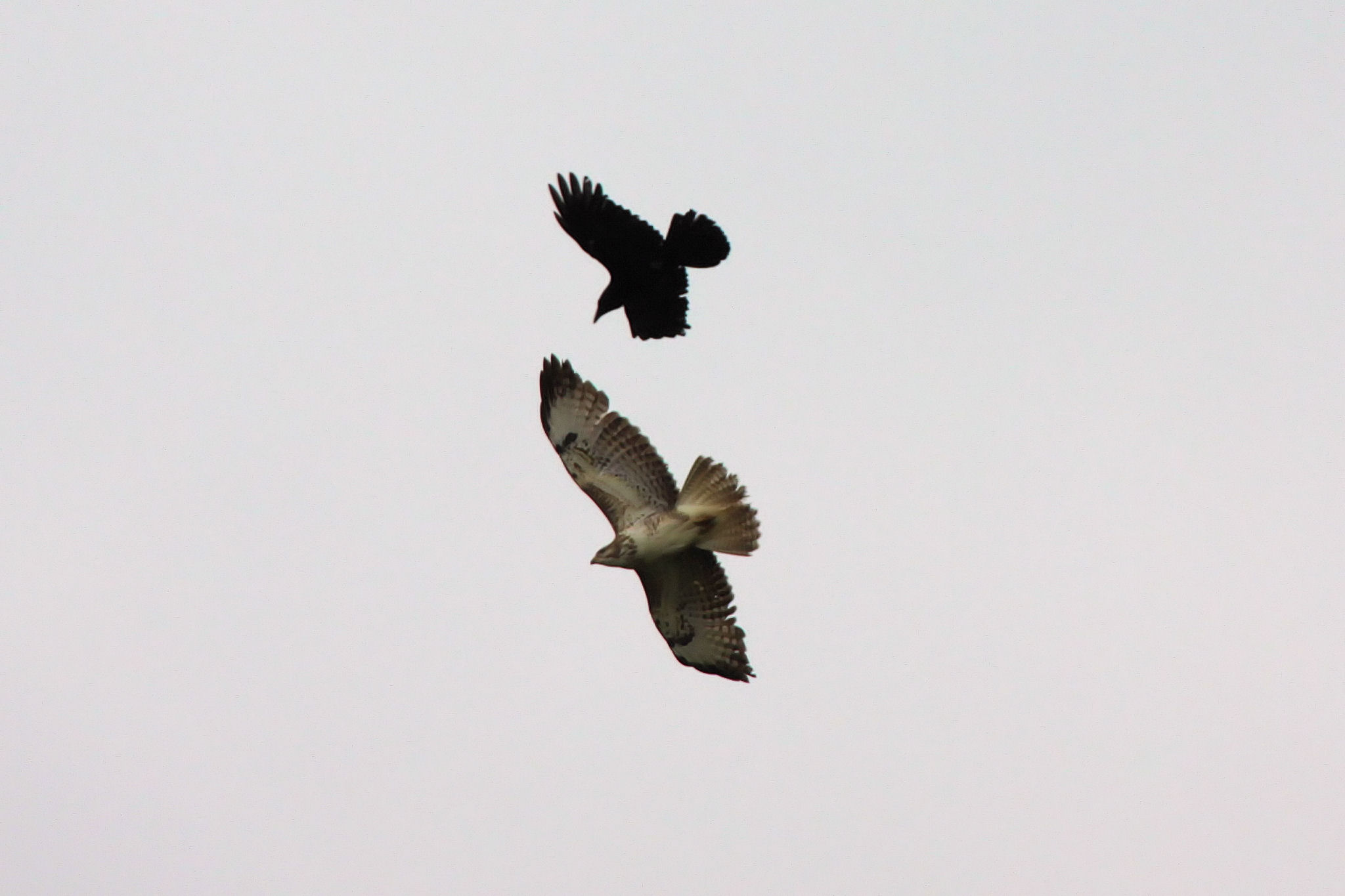
Cornacchia scaccia una poiana

Si tratta di uccelli monogami, le cui coppie rimangono insieme per anni, non di rado per la vita.

La stagione riproduttiva va dalla seconda metà di marzo alla fine di maggio: le coppie portano generalmente avanti una singola covata l'anno, cominciandone una seconda qualora la prima vada perduta per qualche motivo durante le fasi iniziali (costruzione del nido o cova delle uova).
I due sessi collaborano nella costruzione del nido, che di norma avviene fra i rami di un grosso albero isolato. Il nido si presenta piuttosto voluminoso e dalla forma a coppa, molto simile a quello del corvo imperiale, ma meno imponente: esso viene edificato intrecciando rametti e fibre vegetali, e foderando l'interno con materiale più morbido.

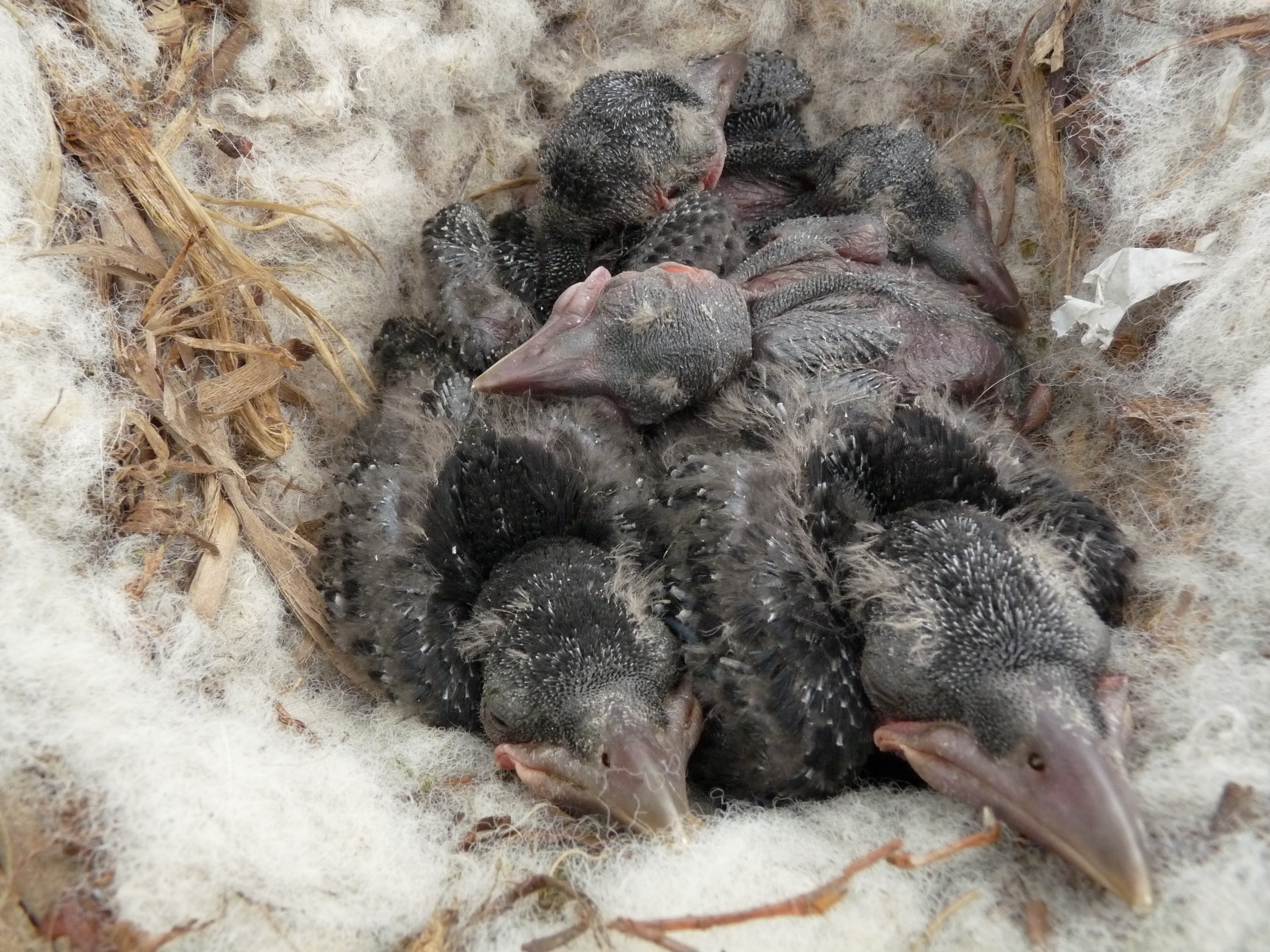
Nido con giovani a South Normanton

All'interno del nido, la femmina depone 3-6 uova lisce e leggermente lucide, di colore azzurrino fittamente maculato di bruno: esse vengono covate dalla femmina (col maschio che nel frattempo stazione di guardia nei pressi del nido, scacciando eventuali intrusi e occupandosi inoltre di reperire il cibo per sé e per la compagna) per 18-20 giorni, al termine dei quali schiudono pulli ciechi e implumi.

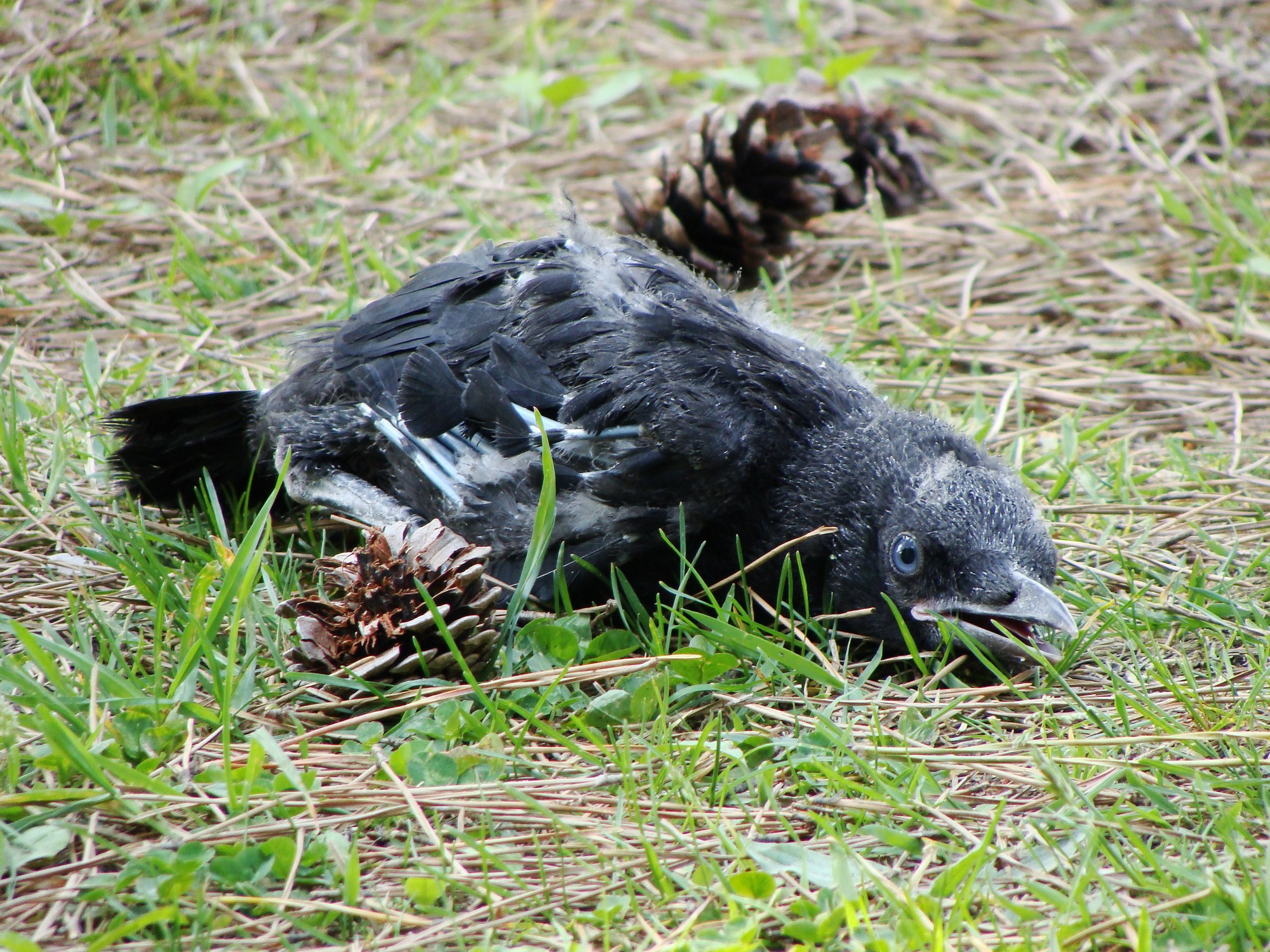
Giovane al suolo ad Aomori.

I nidiacei vengono imbeccati dalla sola femmina (che a sua volta riceve il cibo dal maschio) per i primi giorni di vita: in seguito, ambedue i genitori partecipano alla cura e all'alimentazione della prole, non di rado con la collaborazione di uno o più giovani non riproduttivi della nidiata dell'anno precedente.

In tal modo, i giovani si involano all'età di 4-5 settimane circa: anche dopo l'involo, tuttavia, essi continuano a rimanere coi genitori, seguendoli nei loro spostamenti, entrando a far parte dello stesso stormo e continuando (sebbene sempre più sporadicamente man mano che raggiungono la maturità) a chiedere loro l'imbeccata.

## Distribuzione e habitat

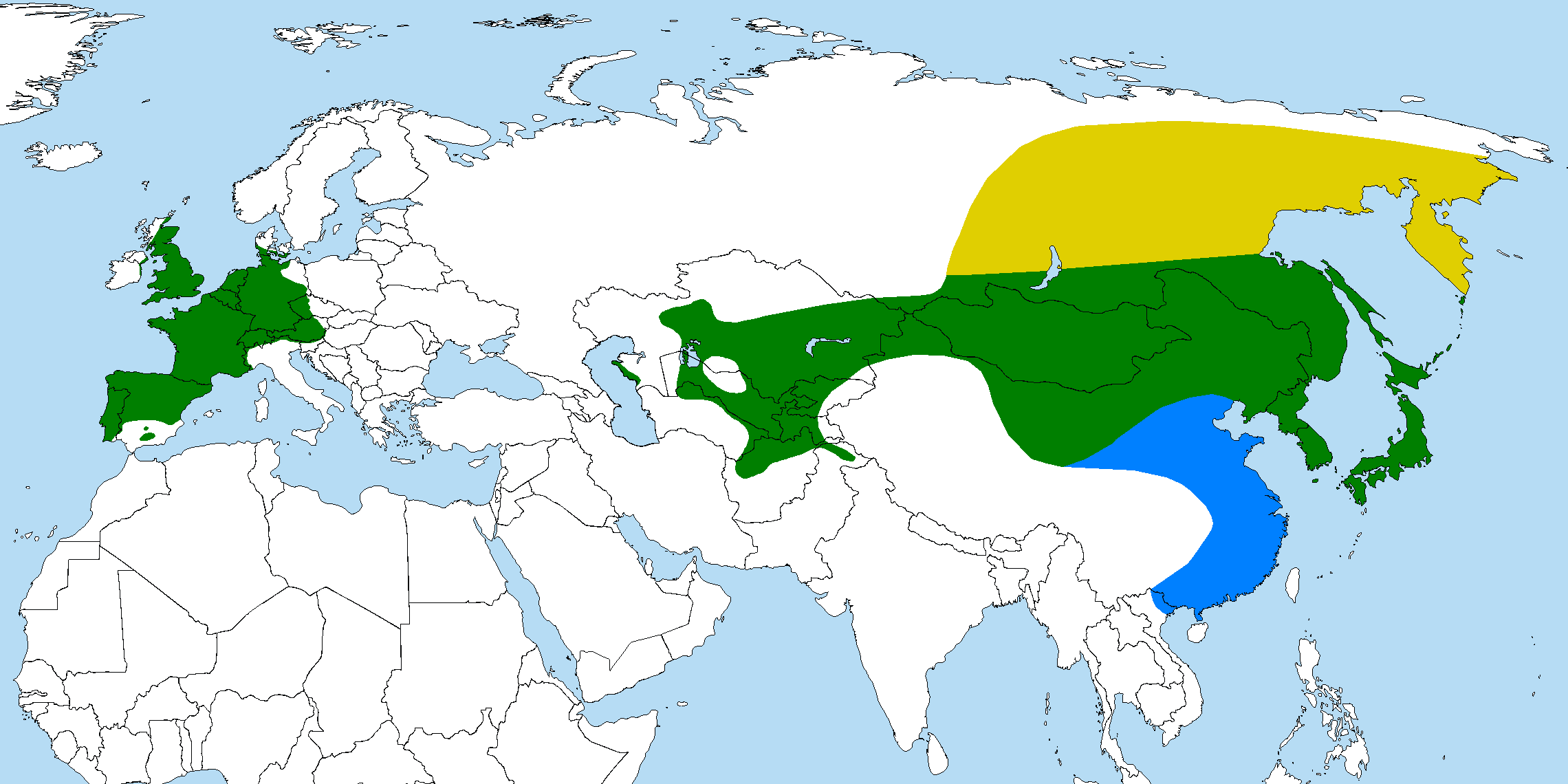
Distribuzione della specie: in verde areale di residenza, in azzurro areale di svernamento, in giallo areale di riproduzione

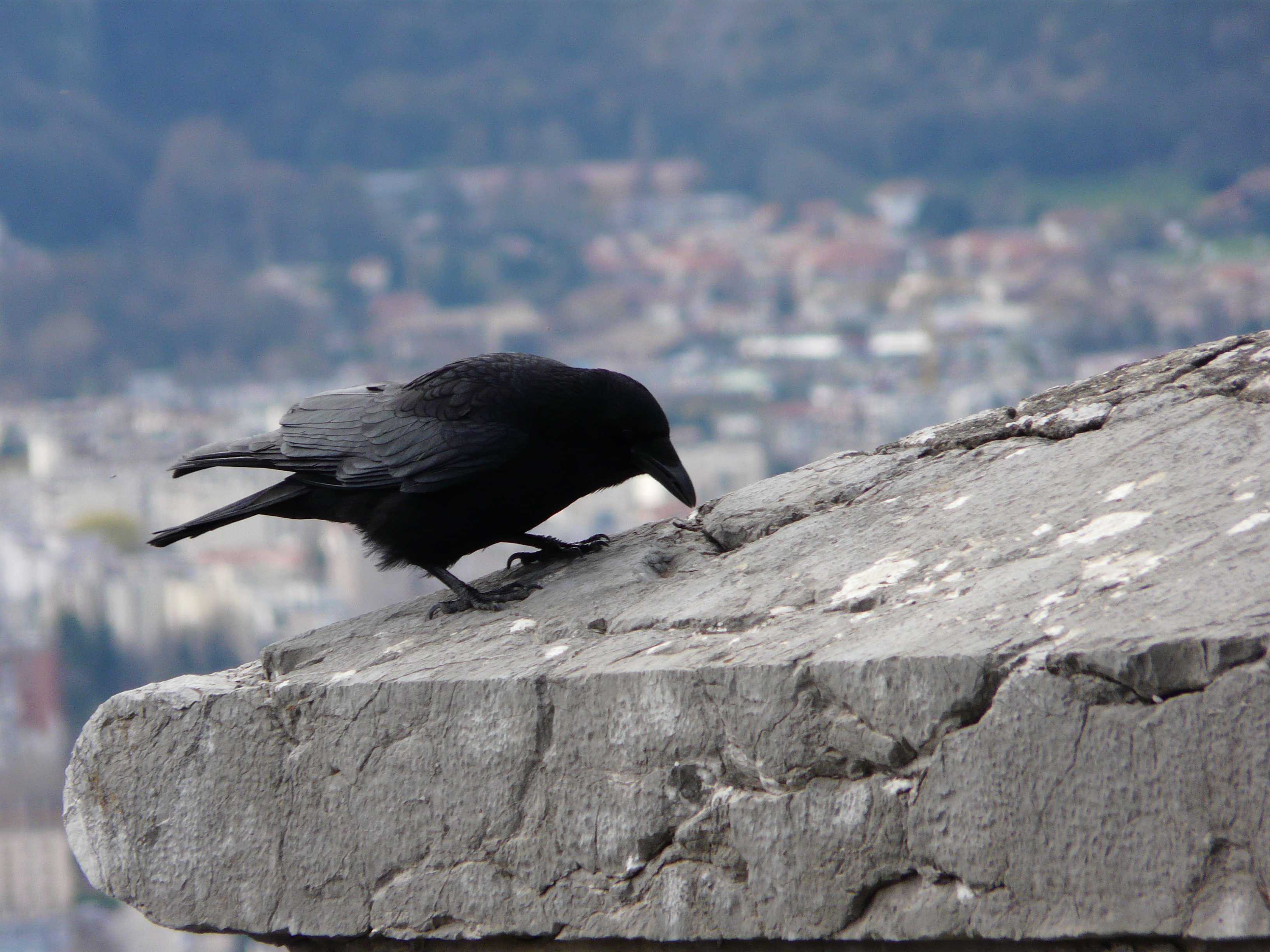
Esemplare sulla Bastiglia di Grenoble

Sono distinguibili due grandi popolazioni disgiunte di cornacchia nera, una europea e una asiatica: la prima è diffusa dalla penisola iberica alla Boemia (Gran Bretagna tranne le Highlands scozzesi e Irlanda orientale comprese) a sud fino alle Alpi, mentre la seconda è diffusa dalla sponda orientale dello Enisej (in Siberia centrale) alla Kamčatka (comprese le isole Curili, Sachalin e il Giappone tranne Kyūshū) a sud fino al Turkmenistan orientale, all'Afghanistan nord-orientale, al nord di Qinghai e Sichuan e all'Hebei.

In Italia, la specie è presente lungo l'Arco alpino, specie in Valle d'Aosta (dove non è difficile osservare coppie miste e individui ibridi, specie lungo il fondovalle della Dora Baltea). 

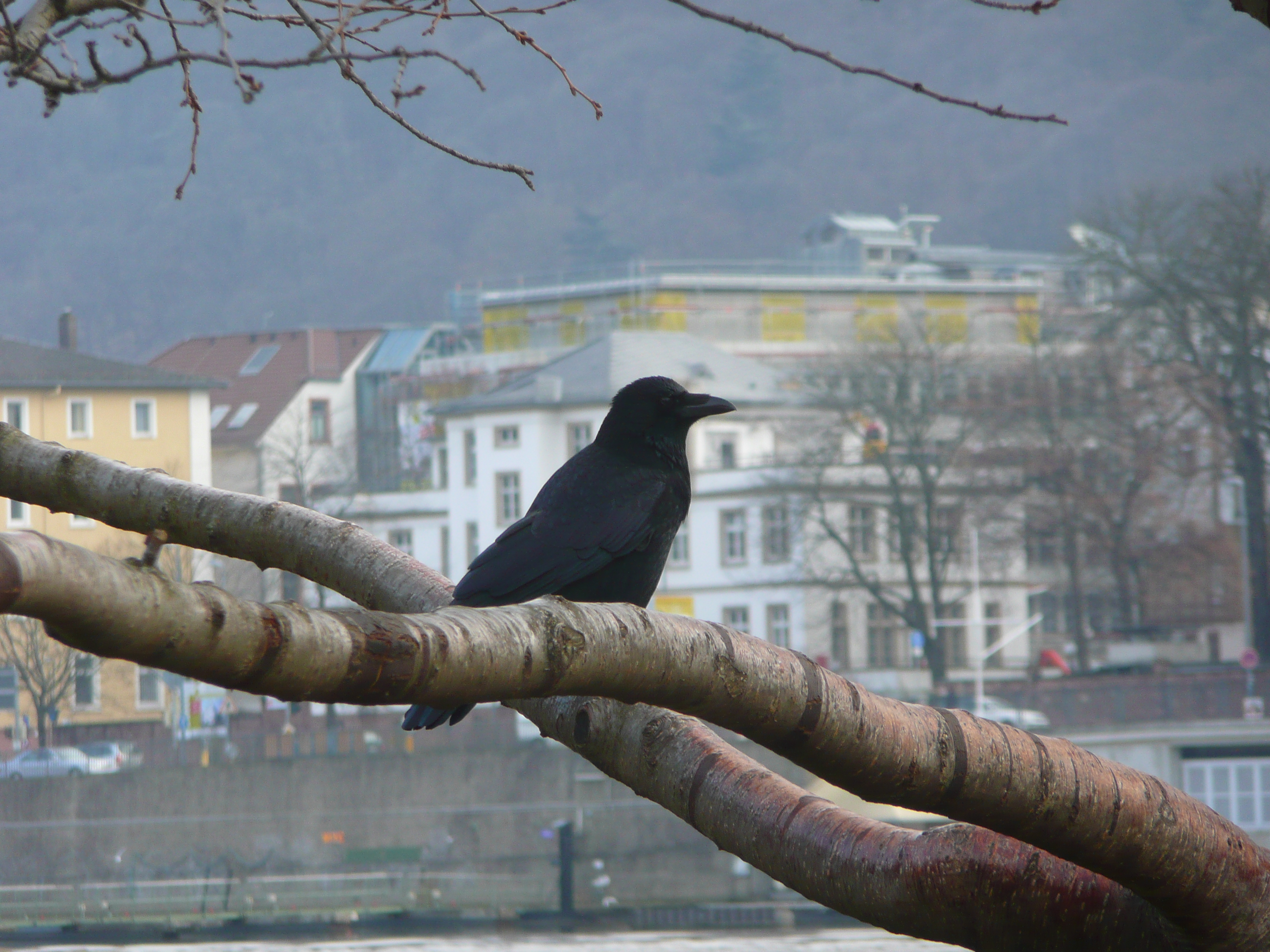
Esemplare a Heidelberg

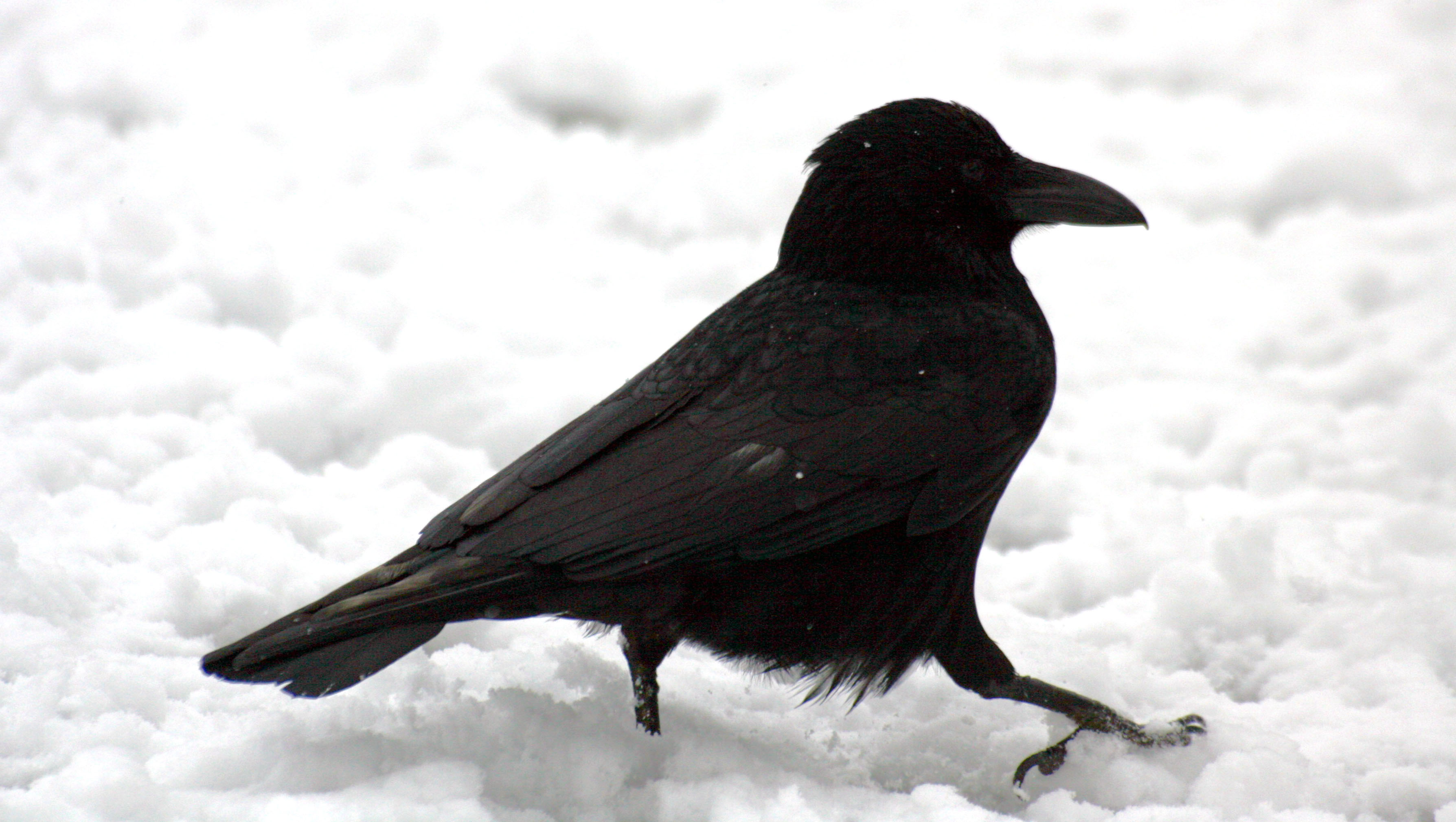
Esemplare nella neve a Greenwich Park

La maggior parte delle popolazioni tende a essere residente: la cornacchia nera mostra tuttavia un grande potenziale di dispersione, con le popolazioni settentrionali della sottospecie asiatica che migrano in autunno a sud fino all'Iran nord-orientale, al Belucistan e al Khyber Pakhtunkhwa, mentre quelle dell'Europa Centrale che si disperdono in direttrice SW, raggiungendo l'Europa Meridionale dove passano l'inverno.
La cornacchia nera è un uccello molto adattabile: l'habitat d'elezione originario di questi uccelli è rappresentato dalle aree aperte a copertura erbosa con presenza qua e là di macchie boschive miste più o meno estese, tuttavia attualmente questi uccelli colonizzano senza grossi problemi anche le aree antropizzate suburbane o urbane.

## Tassonomia
Se ne riconoscono due sottospecie:

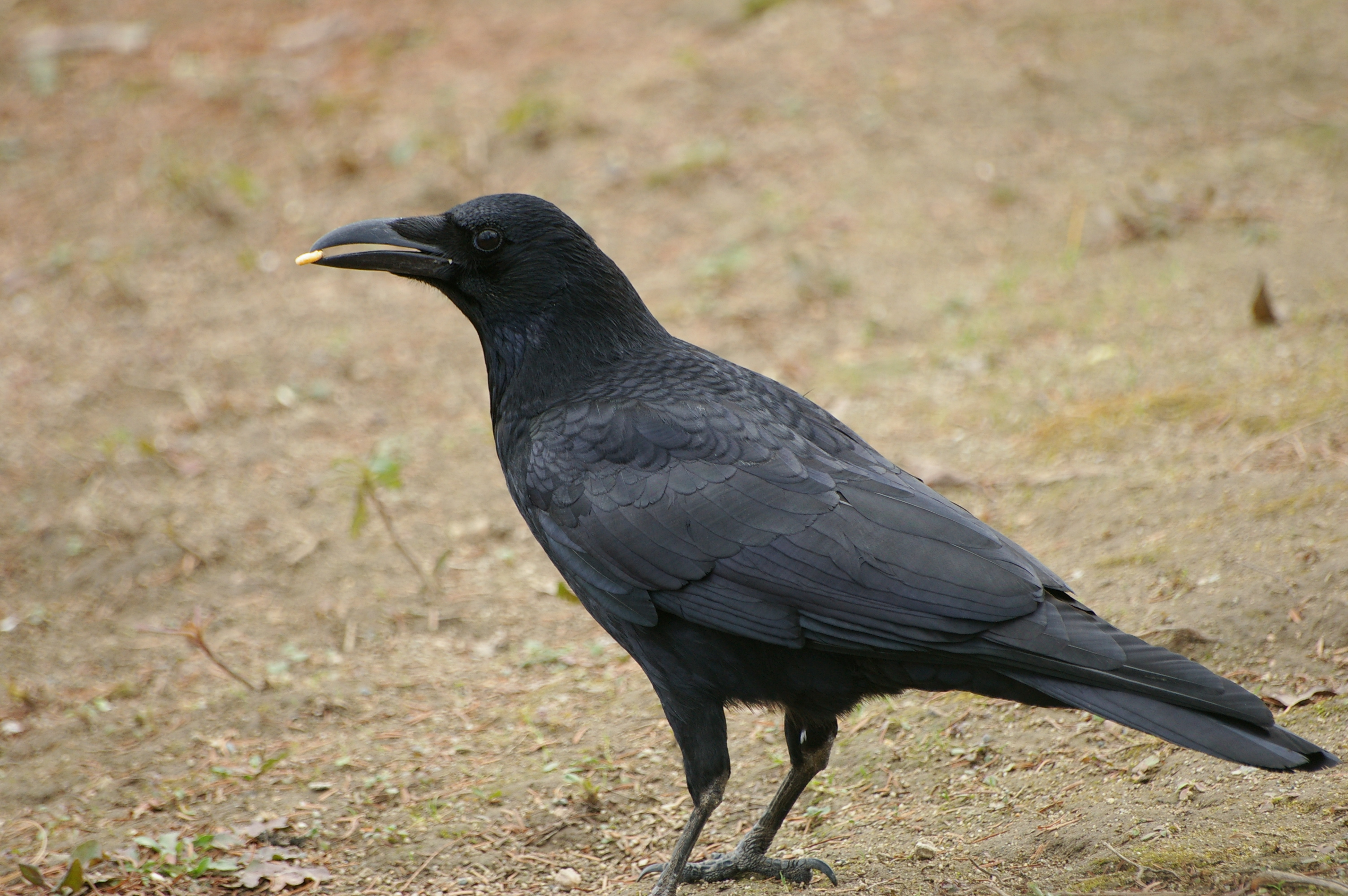
Esemplare della sottospecie orientalis a Itami

- Corvus corone corone Linnaeus, 1758 - la sottospecie nominale, diffusa nella porzione occidentale dell'areale occupato dalla specie;
- Corvus corone orientalis Eversmann, 1841 - più grande e dalla coda vagamente biforcuta, diffusa nella porzione orientale dell'areale occupato dalla specie.

Alcuni autori riconoscerebbero inoltre le sottospecie interpositus del Giappone, saghalensis di Sakhalin e yunnanensis del sud dello Yunnan, tutte generalmente sinonimizzate con orientalis: quest'ultima, dall'areale disgiunto e remoto rispetto alla sottospecie nominale, potrebbe secondo alcuni essere una specie a sé stante, rappresentando un caso di evoluzione convergente di popolazioni diffuse in ambienti simili a quelli della cornacchia nera europea.

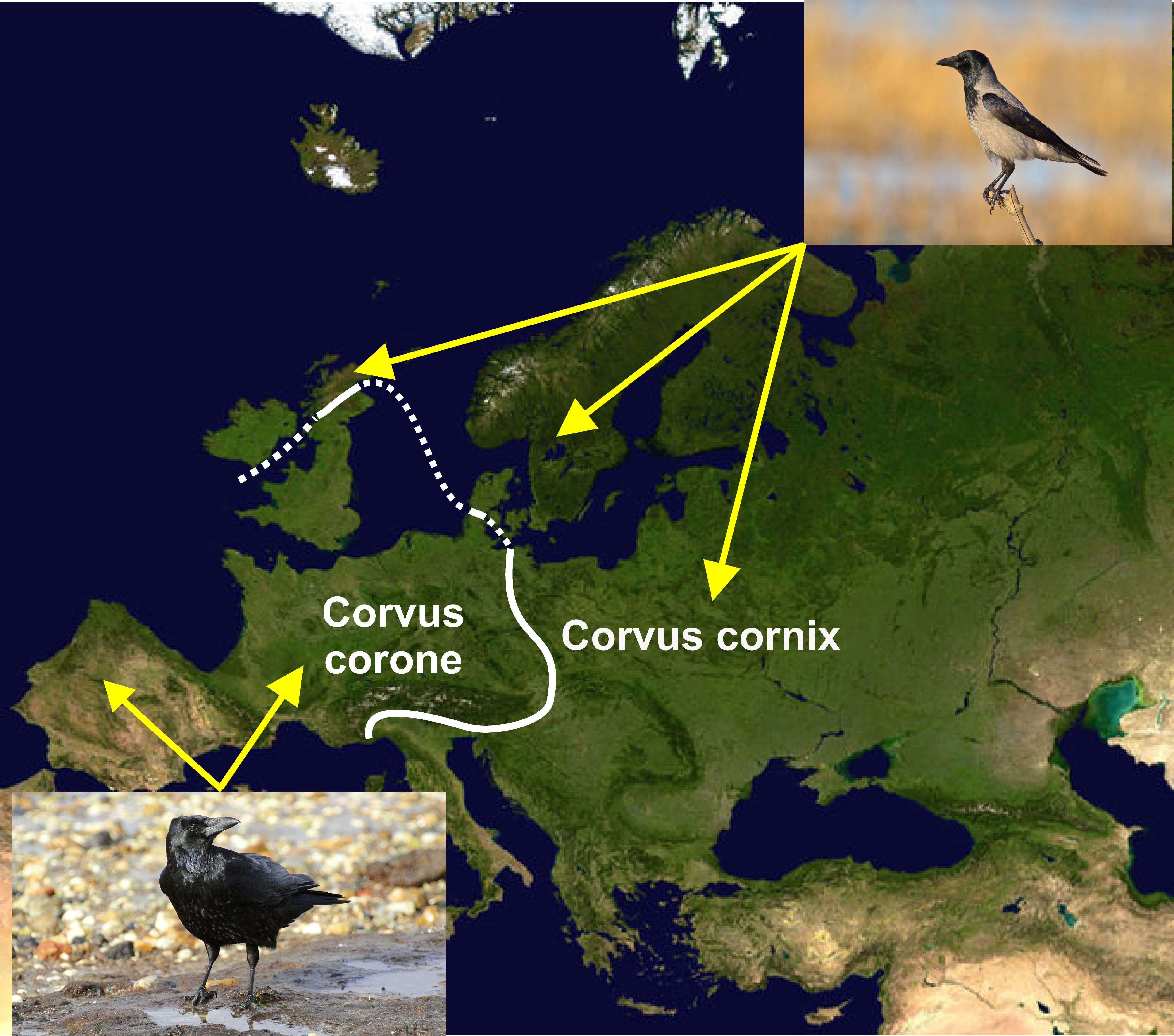
Areali di Covus corone corone e C. cornix

La posizione tassonomica della cornacchia nera rispetto alla cornacchia grigia rimane oggetto di dibattito: quest'ultima (a lungo considerata una sottospecie della prima, cosa che alcuni autori continuano a fare) occupa un areale che s'incunea fra quelli delle due sottospecie di cornacchia nera, separandoli fra loro (caratteristica attribuibile a un'espansione dell'areale della cornacchia grigia a spese di quello delle due popolazioni di cornacchia nera durante il periodo interglaciale del Pleistocene), e presentano corredo genetico praticamente identico, con la cornacchia grigia che non esprime una piccola area (meno dello 0,28%) del genoma situata sul cromosoma 18, deputata alla colorazione del corpo. Nonostante questo, le due specie si ibridano raramente nelle aree di contatto, verosimilmente per una questione di accoppiamento assortativo, sebbene vi siano le prove di un cospicuo flusso genico fra esse e anzi le popolazioni tedesche di cornacchia nera risultino geneticamente più affini alle cornacchie grigie che alle cornacchie nere spagnole.

Per questo motivo, la comunità scientifica è divisa sul mantenere le specie separate (elevando al rango di specie anche la sottospecie orientalis della cornacchia nera) oppure accorparle (con l'aggiunta dell'altrettanto affine corvo dal collare) come sottospecie di un unico taxon.

## Nella cultura di massa
- Secondo la mitologia greca il piumaggio del corvo era in origine bianco, divenuto poi nero in seguito all'intervento di Apollo, irritato perché venuto a conoscenza, grazie a un corvo, del tradimento dell'amata Coronide, che aveva sposato Ischys[13].
- Nella mitologia norrena il corvo possiede una grande valenza simbolica, un esempio è da riferirsi al dio Odino al quale spesso il corvo viene associato. Sempre Odino è inoltre padrone dei due corvi Huginn e Muninn.
- Si parla della cornacchia nel brano musicale per bambini La cornacchia del Canadà.